# Michel Majerus
Michel Majerus (Esch-sur-Alzette, 9 giugno 1967 – 6 novembre 2002) è stato un artista lussemburghese, noto per la fusione tra pittura ed arte digitale.
Il suo lavoro è stato esposto in un gran numero di mostre personali e collettive principalmente in Europa e Nord America ed è presente in alcune delle più prestigiose collezioni d'arte contemporanea al mondo.

## Biografia
Figlio di un padre lussemburghese ed una madre italiana, Majerus è cresciuto nella su città natale. Nel 1986 si trasferisce a Stoccarda dove frequenta l'Accademia di Belle Arti cittadina e nel 1991 a Berlino dove ha inizio la sua attività d'artista. 
Il suo lavoro si è imposto all'attenzione della critica internazionale nel 1996 con una mostra alla Kunsthalle di Stoccarda , e poi con le successive mostre a Munster e Dundee .
Nel 1998, è stato invitato a partecipare a Manifesta 2.
Nel 1999, ha creato una grande opera che è stata presentata sulla facciata del Padiglione italiano alla Biennale di Venezia .
Nel 2000 si è trasferito a Los Angeles dove stava per iniziare i lavori di costruzione d'una casa progettata da lui stesso a Malibù quando il 6 novembre 2002 muore in un incidente aereo a bordo del Luxair 9642 in volo da Berlino al Lussemburgo. All'epoca del tragico incidente era fidanzato con Milena Muzquiz dei Los Super Elegantes.

## Opera
Dopo essersi trasferito negli Stati Uniti nel 2000, Majerus ha iniziato a lavorare su una serie di trenta dipinti di grande formato che incorporano media digitali e video-animazioni.
Nove di queste opere saranno esposte nella mostra " Pop Reloaded " di Los Angeles. " Pop Reloaded ", voleva evidenziare il caos visivo dei paesaggi urbani contemporanei. Elementi dei lavori di Cy Twombly , Mark Rothko o Gerhard Richter vengono inseriti come tessere d'un rompicapo impossible in tale contesto.
I dipinti erano accompagnati da un video di una immagine in continua evoluzione della firma di Majerus, per dare l'idea di celebrità come di un concetto in continua mutamento.
Nel 2001-02, opere di Majerus sono state esposte a Berlino, Londra e New York.

## Dopo la morte
Numerosi sono le mostre e gli eventi postumi tenutisi in Europa ed in USA coi quali si è voluto rendere omaggio al lavoro di Majerus. Tra le quali si ricordano:
"Painting Pictures" (Wolfsburg, 2003) con la partecipazione di altri artisti come Takashi Murakami , Sarah Morris o Franz Ackermann;  
e "European Retrospective" (mostra-evento itinerante, 2005-2007) con opere provenienti da Berlino, Amburgo, Graz oltreché da Argentina , Austria, Belgio, Spagna, Gran Bretagna, Grecia, Italia, Lussemburgo, Messico, Portogallo e Stati Uniti.

## Mostre
- "Pop Reloaded" (Los Angeles , 2002)
- "Painting Pictures" ( Wolfsburg, 2003)
- "European Retrospective" (mostra-evento itinerante, 2005-2007)